# Harmadlagos dohányfüst
A harmadlagos dohányfüst a cigaretta elszívása során keletkező, annak eloltása után is megmaradó, mérgező,  potenciálisan rákkeltő hatású lerakódás.

## A név eredete
A harmadlagos dohányfüst kifejezés viszonylag új, amelyet a Dana–Farber/Harvard Cancer Center kutatócsoport alkotott 2009-ben. A "harmadlagos" jelző arra utal, hogy ezek a lerakódások a másodlagos dohányfüst eltávolítása, kiszellőzése után is megmaradnak. Az elsődleges dohányfüstöt a cigarettát elszívó személy lélegzi be, míg a másodlagos dohányfüstöt a kilélegzett füst, illetve a cigaretta parázsló végéből felszabaduló füst és más vegyületek elegye alkotja, amelyet a dohányzó környezetében tartózkodó más személyek is belélegezhetnek. A harmadlagos dohányfüst a dohányzó környezetében található tárgyakon keletkező, a másodlagos füstből származó lerakódás.

## Potenciális hatása
Bár a másodlagos dohányfüst aránylag hamar eloszlik egy helységben, illetve aktív szellőztetéssel hamar eltávolítható, a füstből kiváló anyagok (elsősorban nikotin és más vegyületek) lerakódnak a helységben található tárgyakon és később is méreganyagokat bocsátanak ki. Egy 2010-ben közzétett amerikai tanulmány szerint a gépkocsik belsejében vagy a lakótérben lerakódó nikotin a légkörben jelen lévő salétromossavval (HNO2) reakcióba lép és speciális rákkeltő vegyületet, az ún. dohányspecifikus nitrozamint alkot. Ezt a jelenséget úgy demonstrálták, hogy salétromsavnak tettek ki egy olyan cellulóz alapú törlőkendőre, amelyet korábban megfüstöltek (ezzel azt szimulálták, hogy egy erős dohányos autójának belső terét takarították). Hasonló eredményekkel járt, ha törlés nélkül egyszerűen a dohányos kocsijában hagyták a kendőt. A dohányspecifikus nitrozaminokról kimutatták, hogy a legszélesebb hatású és a legerősebb rákkeltő anyagok közé tartoznak a dohányban és a dohányfüstben megtalálható anyagok közül.
A tanulmány szerzői szerint zárt térben a lerakódás akkor is kialakul, ha dohányzás közben biztosítják a megfelelő szellőzést. A tanulmány során megállapították, hogy a harmadlagos dohányfüstben 11 különféle rákkeltő hatású anyag található, többek között a radioaktív polónium is. A kutatók szerint a harmadlagos dohányfüst nemcsak belégzéssel, hanem a füsttel átitatott szőnyegek, függönyök, ruhák vagy a lerakódással bevont felületek bőrrel, nyálkahártyával való érintkezésekor is bejut a szervezetbe. A feltételezések szerint a harmadlagos dohányfüst kimondottan veszélyes a csecsemők és kisgyermekek számára, mivel ők sokkal nagyobb valószínűséggel veszik a kezüket a szájukba csúszás-mászás után és ezzel közvetlenül a szervezetükbe juttatják a méreganyagokat. A kockázat, a gyermekekre leselkedő veszély nagysága azonban pontosan nem ismert, de a harmadlagos dohányfüst káros hatása csak úgy minimalizálható, hogy ha egy lakásban lakók egyike sem dohányzik és ezt a látogatók is tiszteletben tartják.

## Következmények, veszélyek
Mivel a harmadlagos dohányfüst viszonylag új kifejezés és csak nemrég hívták fel a figyelmet erre a veszélyre, az emberek tudatában kevésbé van jelen, mint a másodlagos dohányfüst. Az Egyesült Államokban 2005-ben 1500 személy részvételével végzett telefonos felmérés során mind a dohányzók, mind a nemdohányzók túlnyomó többsége felismerte a másodlagos dohányfüst veszélyeit. Ezzel szemben nemdohányzók 65%-a és a dohányzók 43%-a vélte csak felismerni a harmadlagos dohányfüst potenciális ártalmait. Megjegyzendő, hogy a részvevőknek a  következő kérdéssel kellett egyetérteni vagy elutasítani: Az újszülöttek és gyermekek számára veszélyes lehet belélegezni annak a szobának a levegőjét, ahol az előző nap dohányoztak. Ebben a felmérésben még nem szerepelt a harmadlagos dohányfüst kifejezés.
Ennek ellenére elsősorban az Egyesült Államokban egyre jobban bekerül a köztudatba a harmadlagos dohányfüst és annak ártalmassága, amit a bíróságok is kezdenek elismerni. elsősorban olyan helyzetekben, ahol újszülöttek, kisgyermekek vagy magzatok egészsége van veszélyben. Egy 1999-es polgári peres eljárás (McCormick v. Moran, New York City Civil Court) során az alperes elutasította egy apartman letétjének kifizetését, mivel érvelése szerint a bérlők után nagyon alapos takarításra volt szükség, hogy eltávolítsa a dohányfüst-lerakódásokat. A bíróság neki adott igazat, miután megállapította, hogy a lerakódás igen kellemetlen bűzt keltett és potenciális egészségügyi veszélyforrást jelentett a helységet használó személyekre. Egy másik esetben az ASH nevű, dohányzásellenes szervezet sikerrel követelte, hogy a Lamar Egyetem egyik várandós alkalmazottjának új irodát biztosítsanak, miután két orvos is dohányallergiát állapított meg nála. Az orvosi vélemény szerint a harmadlagos dohányfüst egészségkárosodás veszélyét rejtette magában az anya, illetve a magzat számára és nem ajánlotta, hogy az udvaron dohányzó kollégájával egy helységben dolgozzon.
2011 októberében a Louisiana állambeli Alexandria város egyik kórháza jelentette be, hogy 2012 júliusától betiltják a harmadlagos dohányfüstöt és nem engedik dolgozni azokat, akiknek a ruházatán dohányfüst illatát lehet érezni.

## Fordítás
- Ez a szócikk részben vagy egészben  a   Third-hand smoke című angol Wikipédia-szócikk ezen változatának fordításán alapul.  Az eredeti cikk szerkesztőit annak laptörténete sorolja fel. Ez a jelzés csupán a megfogalmazás eredetét és a szerzői jogokat jelzi, nem szolgál a cikkben szereplő információk forrásmegjelöléseként.